# Poraster
Poraster is een geslacht van zeesterren uit de familie Oreasteridae.

## Soort
- Poraster superbus (Möbius, 1859)